# Брюккен (Хельме)
Брюккен (нем. Brücken) — община в Германии, в земле Саксония-Анхальт.
Входит в состав района Зангерхаузен. Подчиняется управлению Фервальтунгсгемайншафт Гольдене Ауэ (Заксен-Анхальт). Население составляет 908 человек (на 31 декабря 2006 года). Занимает площадь 10,92 км².

## Известные уроженцы
- Юсти, Иоганн Генрих Готлиб (1717—1771) — немецкий экономист, профессор.